# Ludwig August Frankl von Hochwart

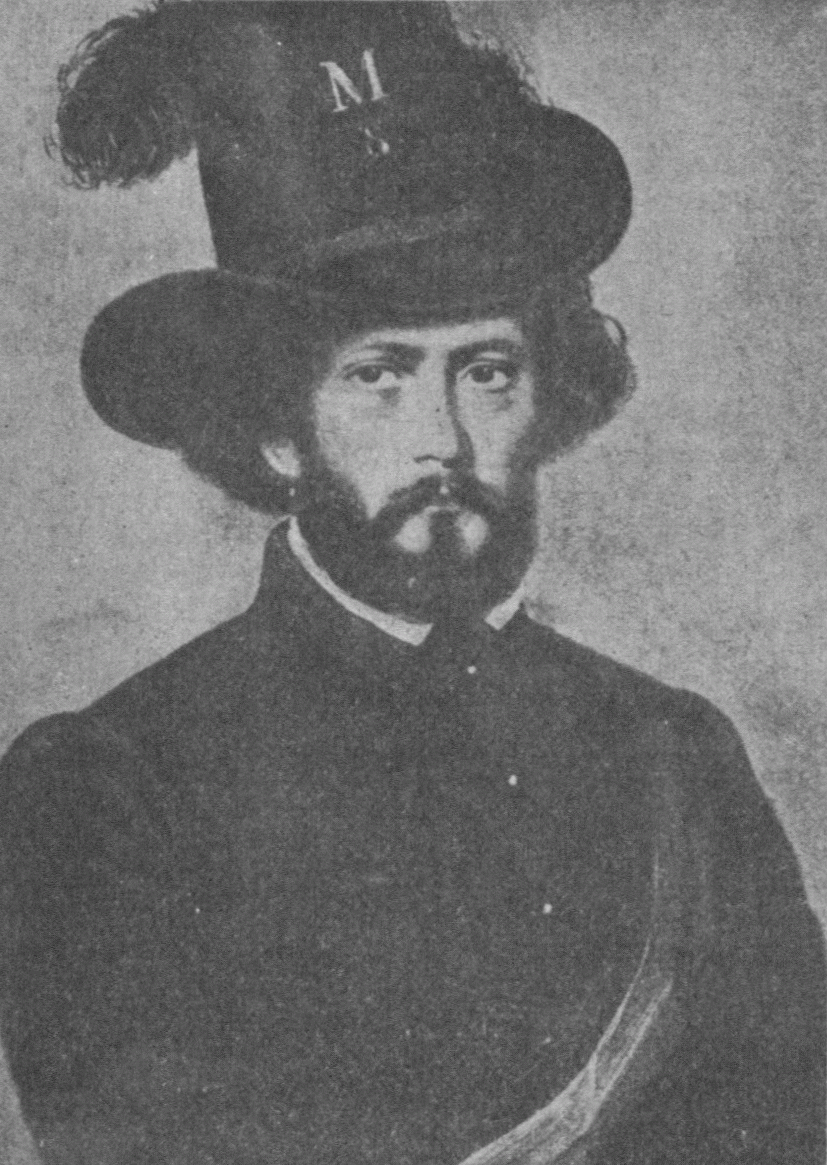
Ludwig August Frankl v uniformě Akademické legie v roce 1848 (portrét Josepha Matthäuse Aignera)

Ludwig August Ritter von Frankl-Hochwart (3. února 1810 Chrast – 12. března 1894 Vídeň) byl lékař, novinář, spisovatel, představitel vídeňské židovské obce a čestný občan Vídně.

## Životopis

### Studia
Pocházel z německojazyčné měšťanské rodiny v Chrasti u Chrudimi. Studoval na piaristickém gymnáziu V Praze a v Litomyšli. Hebrejštinu jej učil Zacharias Frankel. Dále v letech 1828 – 1837 studoval filozofii a lékařství na univerzitách ve Vídni a v Padově, kde promoval. Za pobytu v Itálii se přátelsky stýkal s umělci, např. s Giacomem Leopardim nebo Bertelem Thorvaldsenem. Asi rok vykonával lékařskou praxi, než přijal místo sekretáře Židovské obce ve Vídni a začal se plně věnovat literárním zájmům.

### Čechy
Patřil ke skupině mladých svobodomyslných literátů, narozených v Čechách a podporujících program národního dorozumění mezi Čechy a Němci, především v oblasti kulturní.
Byl přítelem dramatika Václava Klimenta Klicpery, u jehož úmrtního lůžka stál. Patřil ke sdružení Mladá Čechie, skupině židovských intelektuálů, přátelil se se Siegfriedem Kapperem, Moritzem Hartmannem, Izidorem Hellerem, Davidem Kuhem, Alfredem Meissnerem z Teplic či Uffo Danielem Hornem z Trutnova; do jejich sdružení docházeli mj. také čeští literáti Karel Sabina nebo Václav Bolemír Nebeský.

### Vídeň
Ve Vídni se roku 1848 stal čelenem studentské legie a byl při demonstraci 9. října raněn. Přátelil se s Nikolausem Lenauem, jehož životopis vydal tiskem, stejně jako s Franzem Grillparzerem. Obdivoval malíře Friedricha von Amerlinga, jehož životopis napsal. Dopisoval si s Petrem II. Petrovićem-Njegošem před tím, než v roce 1851 zemřel.
Věnoval se publicistice, lyrické, epické a hrdinské poezii, i satiře. Překládal beletrii, především z angličtiny do němčiny. Jeho díla byla přeložena do mnoha jazyků, zejména do hebrejštiny. Rád a často cestoval, například do Egypta, Řecka, Libanonu a Palestiny (Jeruzaléma) a referoval o svých cestách veršem i prózou.

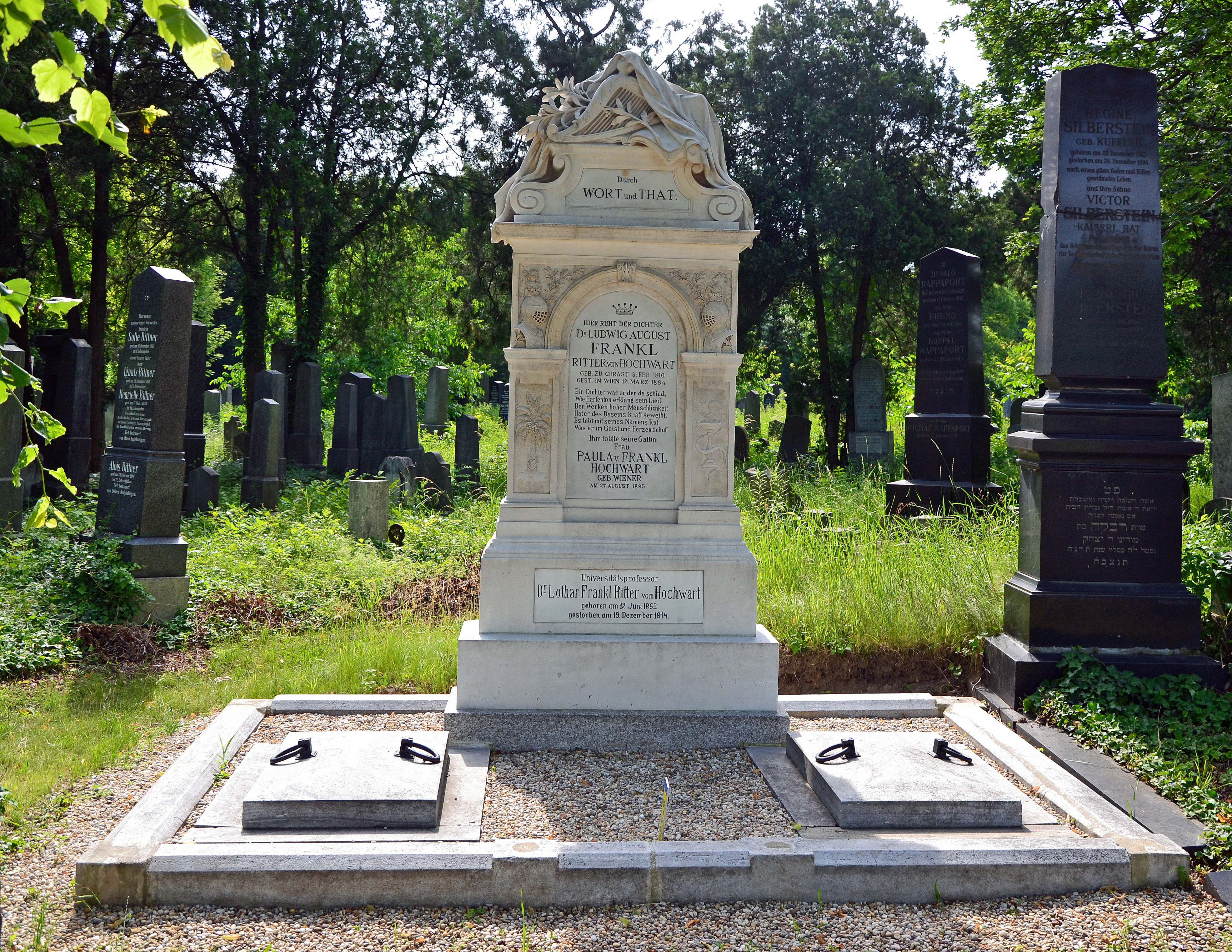
Rodinná hrobka Franklových ve Vídni

## Filantrop a etik
Jako filantrop ve Vídni podporoval chudinu, například přispíval na školy, založil azyl pro nevidomé a inicioval postavení pomníku Friedricha Schillera. Za zásluhy jej 10. listopadu 1876 císař František Josef I. povýšil do šlechtického stavu s titulem "rytíř z Hochwartu". Zvolil si heslo (devízu) Durch Wort und That (Slovem a činem). Roku 1851 byl Frankl jmenován profesorem etiky na konzervatoři Společnosti přátel hudby (Gesellschaft der Musikfreunde).

## Rodina
Oženil se s Paulou Wienerovou (1831–1895), dcerou původně pražského měšťana Hermanna Wienera. Jejich syn Lothar von Frankl-Hochwart (1862–1914) byl vídeňský lékař-neurolog a profesor na lékařské fakultě ve Vídni. Synovec Paul Josef Frankl (1892 Brno – 1975 Vídeň) byl hudební vědec a profesor Hudební akademie ve Vídni. Rodinná hrobka je na Ústředním hřbitově ve Vídni.

## Dílo (výběr)

### Poezie
- Poéma Ráchel, 1842
- Gusle, Serbische Nationallieder, sbírka srbské národní poezie, vydaná ve Vídni roku 1852, věnovaná dceři Vuka Karadžiće.
- Helden- und Liederbuch, kniha hrdinské epiky, vydaná roku 1861 v Praze
- Primator, o pronásledování Židů v Čechách; Praha 1861
- Tragische Könige, Epische Gesänge hrdinská epika, tragické příběhy králů. Vídeň
- Don Juan d'Austra, hrdinský epos, vyšel ve Vídni 1884
- Magyarenkönig, hrdinský epos, 1850
- Libanon, poetický cestopis, Lipsko 1855
- Nach Jerusalem, Lipsko 1858
- Aus Ägypten, Vídeň 1860

### Medicínská tematika
- Hippokrates a moderní medicína
- Hippokrates a cholera
- Šarlatán – satira na lidové léčitele

### Periodika
- vídeňský deník Österreichisches Morgenblatt od r. 1841 redigoval a psal do něj literární příspěvky a kritiky
- literární týdeník Sonntagsblätter založil r. 1842 a vedl až do politické perzekuce r. 1848

### Překlady
- George Gordon Byron
- Thomas Moore